# Lily Hart
Lily Hart (リリー・ハート 11 tháng 3 năm 1997 –) là một nữ diễn viên khiêu dâm người Thụy Sĩ làm việc tại Nhật Bản. Cô thuộc về công ti T-Powers.

## Sự nghiệp
Cô sinh ra tại Thụy Sĩ. Cô đã sống tại Nhật Bản từ 5 tuổi và cô đã làm trong một công ti người mẫu khi là thiếu niên. Tháng 9/2020, cô ra mắt ngành phim khiêu dâm dưới tên Emma Lawrence (エマ・ローレンス) với tư cách là nữ diễn viên độc quyền cho Idea Pocket, và đã đóng 4 phim khiêu dâm. Công ti chủ quản của cô là Prime Agency.
17/12/2020, cô thông báo trên tài khoản Twitter chính thức rằng cô sẽ chuyển công ti sang T-Powers và đổi tên thành Lily Hart (リリー・ハート).
Từ tháng 11/2021, cô trở thành nữ diễn viên độc quyền cho Madonna.

## Đời tư
Sở thích của cô là ca hát, trượt tuyết và trượt băng. Khi cô được phỏng vấn bởi Sports Nippon, tờ báo này nói rằng cô là "một người phụ nữ tóc vàng đẹp, nhưng bên trong là một Yamato Nadeshiko".
Cô từng thuộc về một công ti người mẫu, nhưng sự nghiệp không thăng hoa, và cô được mời để ra mắt cho một công ti phim khiêu dâm.
phương châm thường ngày của cô là "Tự nói với chính mình. Làm việc tốt". Cô cũng xem phim khiêu dâm của các diễn viên khác, và nói rằng "Phim của Melody Marks là một trải nghiệm học tập tuyệt vời".